# Boskapel (Bekegem)

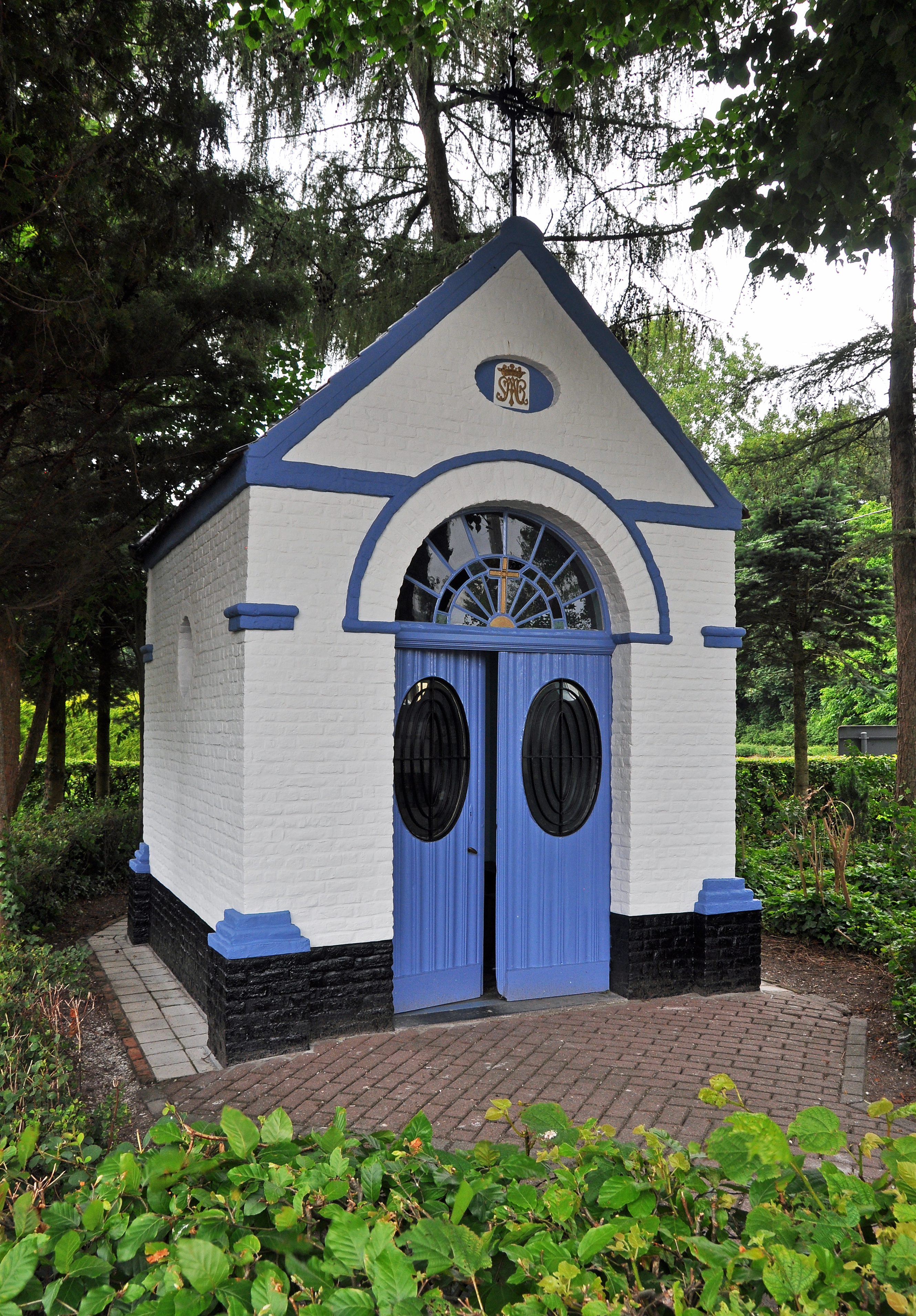
Boskapel

De Boskapel is een kapel in de tot de West-Vlaamse gemeente Ichtegem behorende plaats Bekegem, gelegen aan de kruising van Bruggestraat en Zeeweg.
De betreedbare kapel is gewijd aan Onze-Lieve-Vrouw, en al op de Ferrariskaarten (1770-1778) wordt een kapel op deze plaats aangegeven. De tegenwoordige kapel werd waarschijnlijk in de 2e helft van de 19e eeuw gebouwd. Tot 1874 behoorde de kapel toe aan baron Lothaire de 't Serclaes de Wommersom. In dat jaar verkocht de baron, die officieel in Sint-Joost-ten-Node woonde maar gewoonlijk in Parijs verbleef, de kapel aan de parochie.
Het is een witgekalkt bakstenen gebouwtje met een rondbogig toegangsportaal en een nis waarin zich een Ave Mariamonogram bevindt.